# Distretto municipale di Wenchi
Il distretto municipale di Wenchi (ufficialmente Wenchi Municipal District, in inglese) è un distretto della regione di Bono del Ghana.